# Austroaleurodicus lomatiae
Austroaleurodicus lomatiae là một loài côn trùng cánh nửa trong họ Aleyrodidae, phân họ Aleurodicinae.
Austroaleurodicus lomatiae được Tapia miêu tả khoa học đầu tiên năm 1970.